# 1979年の西武ライオンズ
1979年の西武ライオンズでは、1979年の西武ライオンズにおける動向をまとめる。
1979年の西武ライオンズは、ライオンズが所沢に移転した1年目のシーズンであり、根本陸夫監督の2年目のシーズンである。

## 概要
クラウンライターは1977年のドラフト会議で江川卓の指名権を獲得しており、球団買収時点で独占交渉期限が残っていたことから西武は買収直後から江川獲得に攻勢をかけた。しかし、最終的にはいわゆる空白の一日により、江川は巨人に入団した。その後も、西武は積極的なチーム改編を進め、阪神から田淵幸一・古沢憲司（真弓・若菜・竹之内・竹田とトレード）、ロッテから野村克也（自由契約）・山崎裕之（倉持・古賀とトレード）を獲得した。さらに、ドラフト会議で4球団指名の森繁和の獲得に成功、江川事件によりドラフトに参加しなかった巨人がドラフト外での獲得を狙った松沼兄弟（博久・雅之）の獲得にも成功し、チーム編成を一新した。
西武鉄道が親会社となるも、メンバーが寄せ集め状態だったことやキャンプ地としてアメリカ合衆国・フロリダ州ブレイデントンを選んだものの、MLBチームに施設を使われまともに練習も試合もできず、帰国途中にハワイ州でサンディエゴ・パドレスと試合をしただけで開幕4日前に帰国、日本国内でオープン戦を組めなかったことも影響して、チームは開幕から引き分けを挟んだ12連敗を喫し、前期を6位、後期を5位、最下位と低迷した。開幕12連敗は、1955年のトンボユニオンズと並び（ただし、トンボは引分なし、西武は引分2試合を挟む。）、2022年現在もNPBワースト記録タイ、開幕から14試合未勝利はワースト記録である。この年から松崎しげるが歌う新球団歌「地平を駈ける獅子を見た」が採用された。

## チーム成績

### レギュラーシーズン
| 1    | 中   | マルーフ   |
| 2    | 三   | 山村善則   |
| 3    | 指   | 土井正博   |
| 4    | 一   | 田淵幸一   |
| 5    | 左   | ミューサー |
| 6    | 捕   | 野村克也   |
| 7    | 遊   | 金城致勲   |
| 8    | 右   | 立花義家   |
| 9    | 二   | 伊原春樹   |
| 投手 | 投手 | 東尾修     |

| 順位 | 4月終了時 | 4月終了時 | 5月終了時 | 5月終了時 | 前期成績 | 前期成績 |
| ---- | --------- | --------- | --------- | --------- | -------- | -------- |
| 1位  | 近鉄      | --        | 近鉄      | --        | 近鉄     | --       |
| 2位  | 日本ハム  | 3.0       | 阪急      | 7.0       | 阪急     | 1.0      |
| 3位  | 阪急      | 3.5       | 日本ハム  | 7.5       | 日本ハム | 6.0      |
| 4位  | ロッテ    | 5.0       | ロッテ    | 13.5      | ロッテ   | 14.0     |
| 5位  | 南海      | 7.5       | 南海      | 15.0      | 南海     | 18.0     |
| 6位  | 西武      | 11.0      | 西武      | 23.0      | 西武     | 21.0     |

| 順位 | 7月終了時 | 7月終了時 | 8月終了時 | 8月終了時 | 後期成績 | 後期成績 |
| ---- | --------- | --------- | --------- | --------- | -------- | -------- |
| 1位  | 阪急      | --        | 阪急      | --        | 阪急     | --       |
| 2位  | 日本ハム  | 3.5       | ロッテ    | 3.5       | 近鉄     | 2.0      |
| 3位  | 南海      | 3.5       | 日本ハム  | 4.5       | ロッテ   | 6.5      |
| 4位  | ロッテ    | 4.0       | 近鉄      | 7.0       | 日本ハム | 9.0      |
| 5位  | 近鉄      | 4.5       | 南海      | 7.5       | 西武     | 9.5      |
| 6位  | 西武      | 5.5       | 西武      | 10.5      | 南海     | 12.0     |

| 順位 | 球団                 | 勝 | 敗 | 分 | 勝率 | 差   |
| 1位  | 近鉄バファローズ     | 39 | 19 | 7  | .672 | 優勝 |
| 2位  | 阪急ブレーブス       | 39 | 21 | 5  | .650 | 1.0  |
| 3位  | 日本ハムファイターズ | 34 | 26 | 5  | .567 | 6.0  |
| 4位  | ロッテオリオンズ     | 26 | 34 | 5  | .433 | 14.0 |
| 5位  | 南海ホークス         | 23 | 39 | 3  | .371 | 18.0 |
| 6位  | 西武ライオンズ       | 18 | 40 | 7  | .310 | 21.0 |

| 順位 | 球団                 | 勝 | 敗 | 分 | 勝率 | 差   |
| 1位  | 阪急ブレーブス       | 36 | 23 | 6  | .610 | 優勝 |
| 2位  | 近鉄バファローズ     | 35 | 26 | 4  | .574 | 2.0  |
| 3位  | ロッテオリオンズ     | 29 | 29 | 7  | .500 | 6.5  |
| 4位  | 日本ハムファイターズ | 29 | 34 | 2  | .460 | 9.0  |
| 5位  | 西武ライオンズ       | 27 | 33 | 5  | .450 | 9.5  |
| 6位  | 南海ホークス         | 23 | 34 | 8  | .404 | 12.0 |

| 順位 | 球団                 | 勝 | 敗 | 分 | 勝率 | 差   |
| 1位  | 近鉄バファローズ     | 74 | 45 | 11 | .622 | 優勝 |
| 2位  | 阪急ブレーブス       | 75 | 44 | 11 | .630 | -1.0 |
| 3位  | 日本ハムファイターズ | 63 | 60 | 7  | .512 | 13.0 |
| 4位  | ロッテオリオンズ     | 55 | 63 | 12 | .466 | 18.5 |
| 5位  | 南海ホークス         | 46 | 73 | 11 | .387 | 28.0 |
| 6位  | 西武ライオンズ       | 45 | 73 | 12 | .381 | 28.5 |

*優勝はプレーオフで決定。2位以下はプレーオフの結果に関係なく勝率順で決定

## できごと
- 1月29日 - 西武ライオンズの古賀正明、倉持明と、ロッテオリオンズの成重春生、山崎裕之が交換トレード[8]。
- 3月31日 - 西武の本拠地、西武ライオンズ球場完成[9]。
- 4月14日 - 西武ライオンズ球場が開場。福田赳夫元首相の始球式で始まった日本ハムとのこけら落としの試合は1対7で大敗[10]。
- 4月24日 - 開幕から引き分け2つを挟み12連敗の西武が対南海戦（西武）で移転後初勝利。新人の松沼博久がプロ初勝利を挙げる[11]。
- 5月24日 - この日の終了時点でのパ・リーグ各球団の勝率が、近鉄（.784）、日本ハム（.600）、阪急（.571）、ロッテ（.469）、南海（.371）、西武（.211）と1割台きざみに並んだ[12]。
- 6月21日 - 日本ハムの行沢久隆と西武の吉岡悟が交換トレード[8]。
- 10月13日 - この日の対ロッテ戦（西武）で西武ライオンズの1年目が終了。この年の観客動員は136万5000人で、100万人以上はパ・リーグでは1962年の東映フライヤーズについで2球団目[13]。
- 12月16日 - 西武の成重春生と巨人の大北敏博が交換トレード[8]。
- 12月19日 - 西武の池田弘と大洋の大川浩が交換トレード[8]。

## オールスターゲーム1979
| ポジション | 名前     | 選出回数 |
| ---------- | -------- | -------- |
| 投手       | 松沼博久 | 初       |
| 捕手       | 田淵幸一 | 10       |
| 外野手     | 土井正博 | 15       |

- 太字はファン投票で選ばれた選手。

## 表彰選手
| リーグ・リーダー | リーグ・リーダー |
| 選手名           | タイトル         |
| ---------------- | ---------------- |
| 松沼博久         | 新人王           |

| ベストナイン         |
| -------------------- |
| 選出なし             |
| ダイヤモンドグラブ賞 |
| 選出なし             |

## ドラフト
| 順位 | 選手名   | ポジション | 所属         | 結果 |
| ---- | -------- | ---------- | ------------ | ---- |
| 1位  | 鴻野淳基 | 内野手     | 名古屋電気高 | 入団 |
| 2位  | 田鎖博美 | 投手       | 盛岡工業高   | 入団 |
| 3位  | 大石友好 | 捕手       | 河合楽器     | 入団 |
| 4位  | 蓬萊昭彦 | 外野手     | 西南学院大学 | 入団 |